# Arletty
Léonie Marie Julie Bathiat, más conocida como Arletty (Courbevoie, 15 de mayo de 1898-París, 23 de julio de 1992) fue una modelo, cantante y actriz francesa, conocida por sus actuaciones en las películas Hôtel du Nord y Les Enfants du paradis. 

## Biografía

### Infancia e inicios
Léonie Marie Julie Bathiat nació en el suburbio de Courbevoie (cerca de París) en una familia de clase trabajadora, hija de Michel Bathiat, un jefe de tranvía, y de Marie Dautreix, una lavandera. Su primer amor, apodado «Ciel», murió en la Primera Guerra Mundial, por lo que Arletty decidió no  casarse nunca ni tener hijos. Su padre murió en un accidente de tranvías cuando ella tenía 18 años, por lo que tuvo que trabajar en una fábrica de armamento. Poco después, inició una relación amorosa con el banquero Jacques-Georges Lévy, con quien se mudó a Garches. Allí fue vecina de Coco Chanel, el cantor y comediante André Brulé y su esposa Ghislaine Dommanget. Ellos la introdujeron en el medio artístico de París, donde comenzó a tomar lecciones de canto y piano con Suzanne Jardin, quien a su vez fue alumna del pianista Alfred Cortot.
Hacia 1918 conoció a varios personajes del medio artístico parisino tales como el pintor y coleccionista Paul Guillaume (marchante de Amedeo Modigliani y Picasso). En 1918, empezó a usar el seudónimo de "Arletty" (el nombre de una heroína de un cuento de Guy de Maupassant). Durante este periodo también posó para varios pintores como Marie Laurencin,[cita requerida] Kees Van Dongen[cita requerida] y Moïse Kisling quien la retrató en un desnudo en 1933, el cual se conserva actualmente en el Museo del Petit Palais de Ginebra. Asimismo, mantuvo una relación con Pierre de Régnier, hijo del poeta belga Pierre Louÿs y en 1928 conoció a Jean-Pierre Dubost, quien permaneció a su lado hasta su muerte en 1966.
Los inicios de su carrera estuvieron dominados por el Music hall, apareciendo más tarde en obras de teatro y cabaret. Arletty cobró notoriedad en la opereta Ô mon bel inconnu  de Sacha Guitry y Reynaldo Hahn, la cual fue presentada en el Teatro de las Bouffes Parisiens. Su carrera tomó impulso hacia 1936, cuando apareció en L'École des veuves de Jean Cocteau y en las obras Les Joies du Capitole y Fric-Frac. 
Su debut cinematográfico se produjo en 1930 en  La Douceur d'aimer de René Hervil y posteriormente apareció como la Reina de Abisinia en Les Perles de la couronne de Sacha Guitry en 1937.

### Ascenso y caída

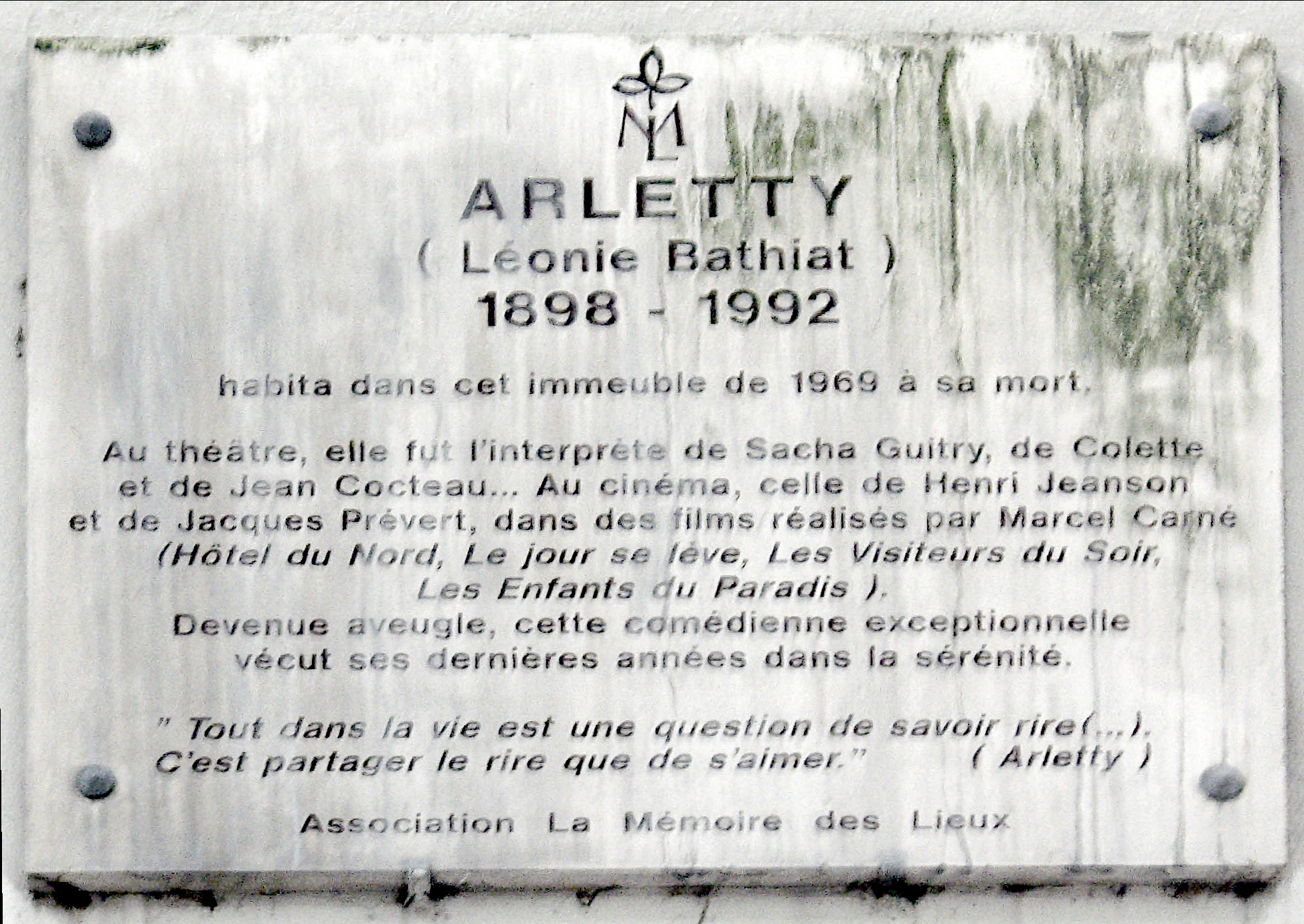
Placa de homenaje a Arletty en París.

En 1938 saltó a la fama por su interpretación de la prostituta Raymonde junto a Louis Jouvet en la película Hôtel du Nord dirigida por Marcel Carné y basada en la novela homónima de Eugene Dabit. Gracias a Hotel du Nord, en 1943, Arletty obtuvo el papel de Garance en la película de Carné Les enfants du paradis, escrita por Jacques Prévert y coprotagonizada por Pierre Brasseur, Jean Louis Barrault y María Casares. Posteriormente, actuó en otras películas de Carné tales como Le jour se lève y Les Visiteurs du soir (1942).
El 20 de octubre de 1944, después del final de la Segunda Guerra Mundial, fue arrestada por haber mantenido un amorío con el oficial alemán Hans Jürgen Soehring (1908-1960), asesor del consejo de guerra de la Luftwaffe, a quien conoció en 1941 durante la ocupación nazi de Francia. Fue internada primero en el campo de concentración de Drancy y luego en la prisión de Fresnes durante 120 días. Al quedar en libertad no se le permitió volver a París durante dos años, durante los que residió bajo arresto domiciliario en el castillo de unos amigos en La Houssaye-en-Brie, a 50 km de París. Cuando se la acusó se defendió irónicamente diciendo "Mi corazón es francés pero mi culo es internacional." Después de la guerra, Hans J. Soehring se casó con otra mujer y fue enviado al Congo Belga como cónsul donde murió luego de ser atacado por un cocodrilo.

### Ocaso y muerte
Su regreso a la pantalla fue un fracaso. Actuó en la película de Carné-Prevert La Fleur de l'âge y en Madame et ses peaux-rouges (la cual nunca fue estrenada) en 1948.
En 1949 regresó al teatro parisino, interpretando a Blanche DuBois en el estreno francés de Un tranvía llamado Deseo de Tennessee Williams bajo la dirección de Jean Cocteau, con la condición de que, para evitar asociaciones con su pasado, se reemplazara la última frase del personaje, "J'ai toujours suivi les étrangers" ("Siempre dependí de los extraños" o "extranjeros"), por "J'ai toujours suivi les inconnus" ("Siempre dependí de los desconocidos").
Luego de un periodo moderadamente exitoso como actriz de teatro, perdió la vista en el ojo izquierdo en un accidente en 1952. A partir de entonces, vivió Belle-Ile en mer en la costa de Bretaña. En 1956, formó parte del jurado del Festival de Cannes. Allí, Henri Matisse aprovechó para retratarla.
Sus últimas actuaciones en cine fueron en un pequeño papel como una anciana francesa en la película épica de 1962 El día más largo y en Le voyage à Biarritz en 1963, en donde apareció junto a Fernandel. Anteriormente había participado en la versión cinematográfica de la pieza de Jean Paul Sartre A puerta cerrada.
En 1966, casi ciega, realizó su última aparición teatral en Les Monstres sacrés de Jean Cocteau, dirigida por André Brulé en el Théâtre des Ambassadeurs. 
Durante su vida, Arletty publicó dos memorias: La défense (La defensa) (1971) y Je suis comme je suis (Soy como soy) (1989). Luego de su muerte en 1992, Arletty fue incinerada y sus cenizas fueron enterradas en su pueblo natal en el Nouveau Cimetière de Courbevoie.
En 1995, el gobierno francés emitió una serie limitada de monedas para conmemorar el centenario del cine, entre la que se incluía una moneda de 100 francos con la imagen de Arletty.
En 2015, la película Arletty, une passion coupable de Arnaud Sélignac con Laetitia Casta y Ken Duken contó el romance entre Arletty y Soehring, participaron Michel Fau como Sacha Guitry, Marc Citti como Jacques Prévert, Dominique Bastien como Marcel Carné, Marc Arnaud como Pierre Brasseur, Xavier Lafitte como Jean-Louis Barrault y Vincent Nemeth como Hermann Göring.

## Filmografía
- Ne m'oubliez pas : Hommage à Bernard Blier (1990, documental)
- Arletty raconte Arletty (1988, documental para televisión)
- Carné, l'homme à la caméra (1985, documental)
- Jacques Prévert (1977, documental)
- Dina chez les rois (1967, documental)
- Tempo di Roma (1963)
- Le Voyage à Biarritz (1962)
- El día más largo (1962)
- La Gamberge (1962)
- La Loi des hommes (1962)
- Les Petits Matins (1962)
- Les Primitifs du XIIIe (1960, documental)
- Paris la belle (1960, documental)
- Maxime (1958)
- Un drôle de dimanche (1958)
- Et ta sœur (1958)
- The Stowaway (1958)
- Vacances explosives (1957)
- Mon curé chez les pauvres (1956)
- El aire de París (L'air du Paris), de Marcel Carné (1954)
- Huis clos (1954)
- Le Grand Jeu (1954)
- Le Père de Mademoiselle (1953)
- L'Amour, Madame (1952)
- Gibier de potence (1951)
- Georges Braque (1950)
- Portrait d'un assassin (1949)
- Madame et ses peaux-rouges (1948)
- La Fleur de l'âge (1947)
- Les Enfants du paradis (1945)
- La Loi du 21 juin 1907 (1942)
- La femme que j'ai le plus aimée (1942)
- L'Amant de Bornéo (1942)
- Les Visiteurs du soir (1942)
- Boléro (1942)
- Madame Sans-Gêne (1941)
- Tempête (1940)
- Le jour se lève (1939)
- Fric-Frac (1939)
- Circonstances atténuantes (1939)
- Le Petit Chose (1938)
- La Chaleur du sein (1938)
- Hôtel du Nord (1938)
- Les Perles de la couronne (1937)
- Aloha, le chant des îles (1937)
- Désiré (1937)
- Mirages (1937)
- Mais n'te promène donc pas toute nue (1936)
- Feu la mère de madame (1936)
- Messieurs les ronds-de-cuir (1936)
- Faisons un rêve (1936)
- Le Mari rêvé (1936)
- La Garçonne (1936)
- Le Vertige (1936)
- Aventure à Paris (1935)
- La Fille de madame Angot (1935)
- Amants et voleurs (1935)
- Pension Mimosas (1935)
- Le Voyage de monsieur Perrichon (1934)
- La Guerre des valses (1933)
- Un soir de réveillon (1933)
- Je te confie ma femme (1933)
- La Belle Aventure (1932)
- Une idée folle (1932)
- Enlevez-moi (1932)
- Un chien qui rapporte (1931)
- La Douceur d'aimer (1930)

## Actuaciones teatrales durante la postguerra en París
- Les Monstres sacrés (1966, Espace Cardin)
- Un otage (1962, Théâtre de l'Odéon)
- L'Etouffe-Chrétien (1960, Théâtre de la Renaissance)
- La Descente d'Orphée (1959, Théâtre de l'Athénée-Louis-Jouvet)
- Gigi (1954, Théâtre des Arts)
- Les Compagnons de la marjolaine (1952, Théâtre Antoine)
- La Revue de l'Empire (1950, Théâtre de l'Empire)
- Un tramway nommé Désir (1949, Théâtre Édouard VII)

## Obras literarias y bibliografía
- Je suis comme je suis (1987)
- La défense (1971)
- Harpprecht, Arletty und ihr deutscher Offizier, Frankfurt, S. Fischer Verlag, 2011 (ISBN 978-3-10-030062-1)
- Klaus Harpprecht, Eine Liebe in Zeiten des Krieges. Die Zeit. Nr. 32, 30. Juli 2009, S. 78